# Herophilos van Chalcedon
Herophilos van Chalcedon, ook wel Herophilus genoemd, was een oud-Griekse geneesheer die rond 335 v.Chr. in Chalcedon (in Klein-Azië) geboren werd en rond 280 v.Chr. stierf. Hij was een leerling van Praxagoras van Cos en was werkzaam in het Ptolemaeïsche Egypte, waar de Diadochen een politiek van wetenschappelijke en culturele vooruitgang voerden. 

## Grondlegger van de Hellenistische geneeskunde
Hij wordt beschouwd als de grondlegger van de anatomie en de stichter van de Alexandrijnse school voor geneeskunde. Hij was de eerste die systematisch dissecties uitvoerde op mensen en mogelijk ook vivisecties. Vanwege deze ontledingen op mensen werd hij geregeld negatief afgeschilderd. Zo beschouwde de christelijke auteur Tertullianus hem als een menselijke beul, die de menselijke soort uit liefde voor de kennis haatte. 
Galenus verwees vaak naar Herophilos en ook Celsus had een vrij positief beeld over hem.

## Werken
Van zijn negen werken is niets bewaard gebleven. Via derden is echter toch het een en ander over zijn onderzoekingen overgeleverd:
- De hersenen: hij onderzocht de hersenen en beschouwde deze als het centrum van het zenuwstelsel en beschreef de wijnpers van Herophilus of de torcular Herophili. Daarnaast beschreef hij het rete mirabile, een netwerk van bloedvaten en zenuwen dat onder andere bij koeien voorkomt. Volgens hem kwam dit ook voor bij de mens. Deze theorie werd door anderen overgenomen en bleef zo circuleren tot in de Nieuwe Tijden.
- Zenuwen: hij maakte een onderscheid tussen de motorische en sensorische zenuwen en onderscheidde de zenuwen van de pezen en bloedvaten.
- Onderzoeken op het oog, de lever, de alvleesklier, de speekselklieren en de seksuele organen en de twaalfvingerige darm.